# Solar Team Twente

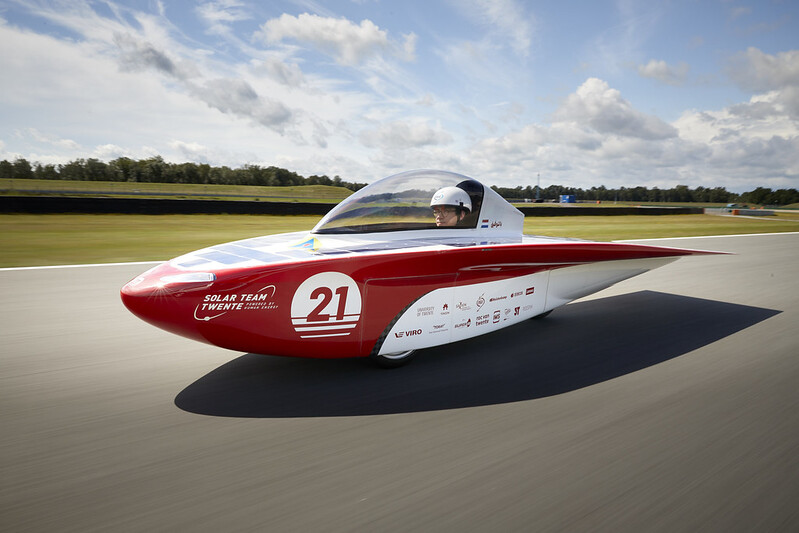
RED Horizon uit 2021

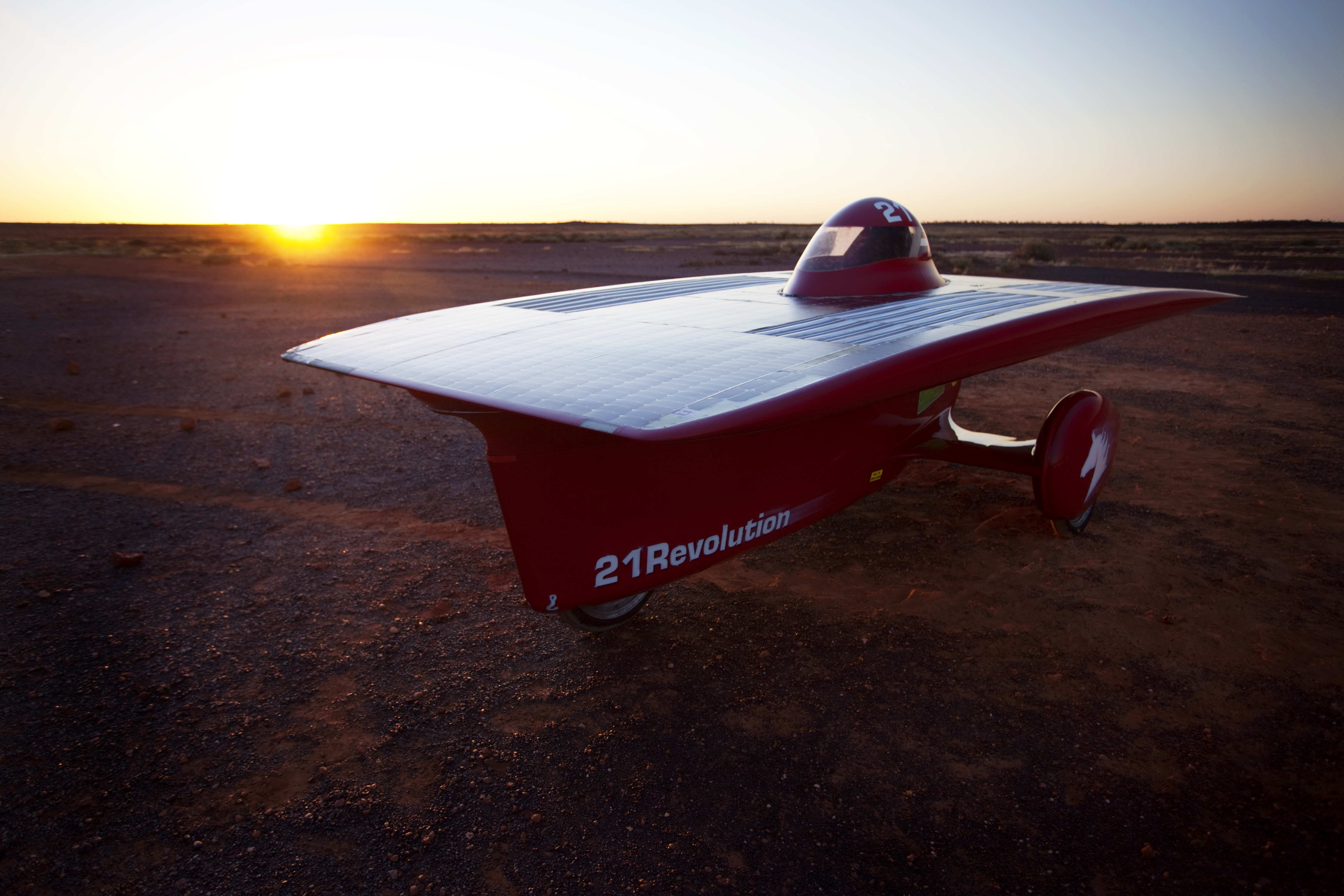
21Revolution uit 2009

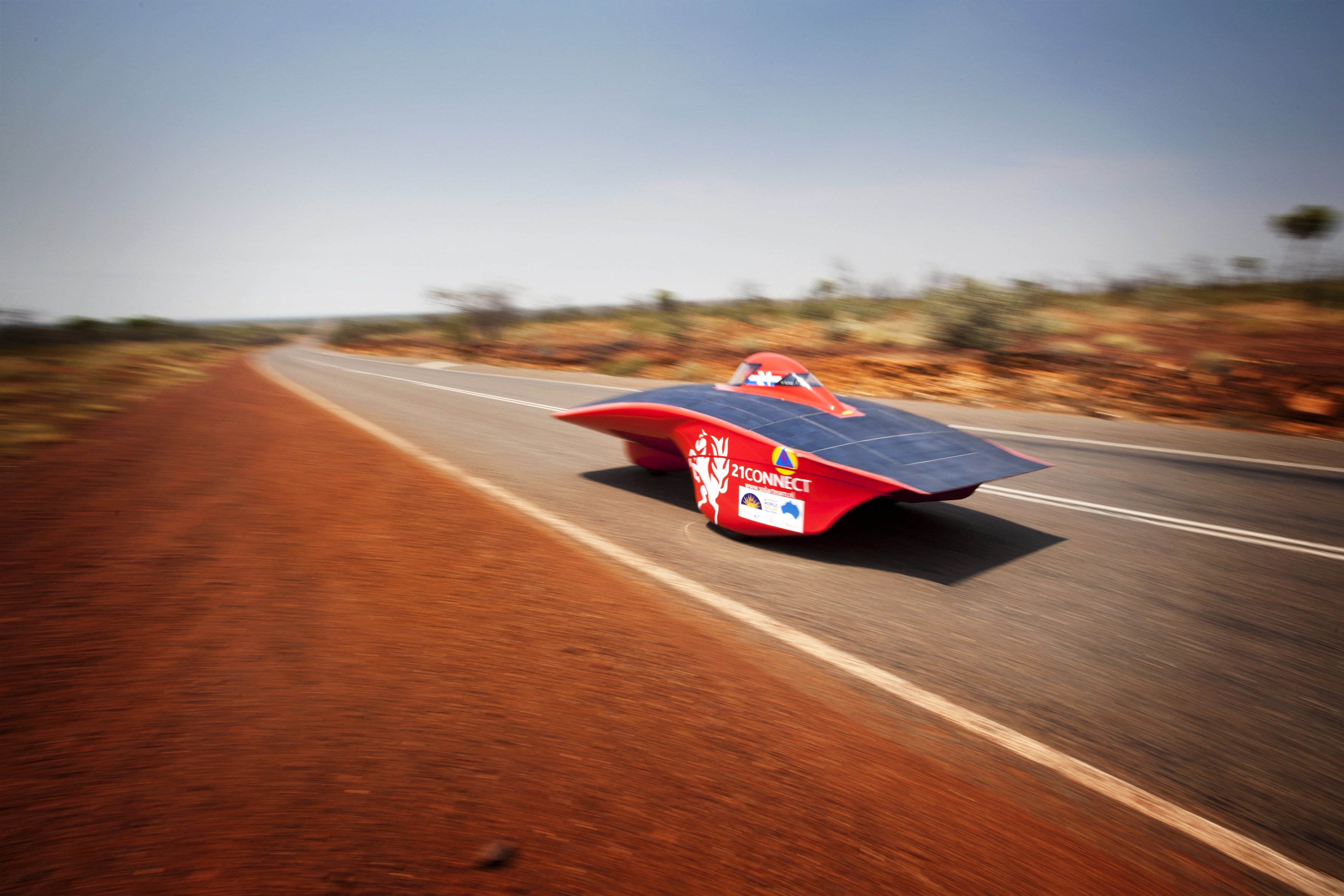
21Connect uit 2011

Solar Team Twente is een team van studenten van Saxion en Universiteit Twente dat zonnewagens ontwerpt en bouwt om mee te doen aan de World Solar Challenge. De studenten doen tijdens hun studie anderhalf jaar mee om aan de race te kunnen deelnemen.
Het team wordt gesponsord door en werkt samen met diverse bedrijven. In de ontwerpen van de zonnewagens werden steeds innovaties doorgevoerd om de meest efficiënte zonnewagen van de wereld te maken. Met deze innovaties probeert het team bij te dragen aan duurzamere mobiliteit en jongere generaties te inspireren.
Solar Team Twente heeft met acht auto's deelgenomen aan de World Solar Challenge:
1. Solutra, die negende werd in de World Solar Challenge 2005 (beste nieuwkomer).
2. Twente One, die zesde werd in de World Solar Challenge 2007.
3. 21Revolution, die achtste werd in de World Solar Challenge 2009.
4. 21Connect, die vijfde werd in de World Solar Challenge 2011.
5. The RED Engine, die derde werd in de World Solar Challenge 2013.
6. RED One, die tweede werd in de World Solar Challenge 2015.
7. RED Shift, die vijfde werd in de World Solar Challenge 2017.
8. RED E, die na een crash zeventiende werd in de World Solar Challenge 2019.

Na de afgelasting van de World Solar Challenge in 2021 won Solar Team Twente de eerste editie van de Solar Challenge Morocco met de zonnewagen RED Horizon.